# جبال بامير
جبال بامير وبالإنجليزية Pamir Mountains وتقع في أواسط القارة الآسيوية، محاطة بمجموعة من سلاسلها الجبلية الشاهقة المتمثلة بجبال هندوكوش وَكوين لون وَجيسار آلاي وجبال تيان شان.
تقع هضبة بامير تحديداً في أقصى جنوب شرقي جمهورية كازاخستان، وتتقاسمها جمهوريتا طاجكستان وقيرغيزستان، وتدفع باستطالات مهمة بإتجاه غرب تركستان الشرقية  وباتجاه أقصى شمال شرقي أفغانستان، ويحيط بها شمالاً وادي فرغانه، وجنوباً كل من بحيرة زوركول ووادي وخَّان الأعلى الأفغاني وشرقاً واديا كاشغر وغرباً سمرقند، وتتخذ الهضبة مظهراً متطاولاً يمتد من الشرق إلى الغرب على مسافة تصل إلى نحو 400 كم مقابل 225 كم لأقصى اتساع لها من الشمال إلى الجنوب، وتبلغ مساحتها الإجمالية نحو 8400 كم2، ومتوسط ارتفاعها بين 4000 و 5000م فوق مستوى سطح البحر.

## التضاريس
ـ يمكن تقسيم تضاريس بامير بين:
أـ قطاع شرقي: منبسط نسبياً، تنتصب فوقه سلسلة من القمم والأعراف المشرفة على السطح من ارتفاع 7127م في قمة لينين، ومن ارتفاع 7495م في قمة ستالين (أو قمة الشيوعية) مقابل 7546م في قمة موستاغ آتا الواقعة في سلسة ساريكول، أما أعلى قمم هضبة بامير فهي قمة كشغرتاغ (7719م).
ب ـ قطاع غربي: ينشط فيه الحت المائي بفعل السيول المشكلة لكثير من الأودية ومن الأخاديد العميقة جداً، ويعرف هذا القطاع عادة باسم بَدخشان وتتعرض السفوح هنا لانزلاقات ولانهيالات حجزت المجاري النهرية مشكلة بحيرات مهمة وتتوضع القرى الصغيرة فوق مخاريط الأنقاض الواقعة على جوانبها.
وتحتضن (بامير) جليدية فيدتشينكو المهمة (طولها 77 كم وعرضها 4كم التي تنحدر من ارتفاع 7000م حتى 2900م بسرعةٍ تصل إلى 248م/ السنة (كان طولها أكثر من 300 كم في الفترات الباردة أو إبان الزحوف الجليدية)، إلى جانب الجليدية المذكورة، تضم بامير 1085 جليدية أخرى، إضافة إلى أن بامير العليا مغطاة بقبعة جليدية قارية محلية Inlandsis.

## الجولوجيا
يمكن تلخيص التركيبة الجيولوجية لسلسلة جبال بامير بين:
أ ـ نطاق جنوبي: وتتكشف فيه الصخور المتحولة مما قبل العصر الكامبري كالغنايس والكوارتزيت والرخام.
ب ـ نطاق أوسط: وتتكشف فيه الصخور الرملية والصخور الكلسية، من الحقبين الجيولوجيين الأول والثاني وإلى أواخر الحقبة الجيولوجية الثالثة.
جـ ـ نطاق شمالي: تتكشف فيه الصخور الرسوبية من الحقبين الثاني والثالث. وتنتمي بامير عموماً إلى الحركة الألبية الهيمالائية المولدة للجبال.

## المناخ
يتصف مناخ بامير بالجفاف والقاريّة، ويتراوح معدل الهطول السنوي في أوديتها الغربية ما بين 100-250مم, مقابل 200-500 مم للأودية الشرقية. وترتفع إلى نحو 800 مم في القمم الجبلية، وتصل معدلات درجات حرارة كانون الثاني إلى -17.8 درجة مئوية شرقاً مقابل -7.4 درجة مئوية غرباً، وترتفع في تموز إلى 20 درجة مئوية شرقاً وإلى 22.5 درجة مئوية غرباً.

## الاقتصاد
تعتمد معظم المناطق على زراعة القطن المروي وعلى زراعة الحبوب كالشعير والذرة البيضاء والذرة الصفراء والبقوليات كالفول والعنب والدراقيات والتفاح والفستق والكستناء.
ويتنقل على سطح الهضبة جماعات من البدو مع قطعانهم من القطاس (الثيران البرية أو الياك)، كما يستثمر الفحم الحجري والملح الصخري من أجزائها الشرقية، ويستثمر الذهب والفضة والأحجار الكريمة والزئبق والإثمد من أجزائها الغربية.

## روابط خارجية
- الموسوعة العربية